# Ingvaldnuten
Ingvaldnuten är ett berg i Antarktis. Norge gör anspråk på området. Toppen på Ingvaldnuten är 1 942 meter över havet.
Terrängen runt Ingvaldnuten är varierad. Trakten är glest befolkad. Det finns inga samhällen i närheten. 